# لوون وارطانیانتس
لوون آرسنی وارطانیانتس (ارمنی: Լևոն Արսենի Վարդանյանց؛  زادهٔ ۱۶ سپتامبر ۱۸۹۳ - درگذشته ۱۸ مهٔ ۱۹۷۱) زمین‌شناس اهل
ارمنستان بود.

## زندگی‌نامه
وی در ۲۸ سپتامبر [سبک قدیمی: ۱۶ سپتامبر] ۱۸۹۳ در کراسنودار به دنیا آمد و دانشکده کوهستانی (نووچرکاسک) انستیتو فنی دون (دانشگاه فنی جنوب-روسیه کنونی) (۱۹۱۸) فارغ‌التحصیل گشت. وی از سال ۱۹۴۵ عضو مکاتبه‌ای فرهنگستان ملی علوم ارمنستان بود. همچنین برندهٔ جوایزی همچون نشان پرچم سرخ کار و نشان لنین شده است. وی در ۱۸ مهٔ ۱۹۷۱ در سن ۷۷ سالگی در لنینگراد درگذشت و در آرامستان شمالی (سن پترزبورگ) به خاک سپرده شد.

## نگارخانه

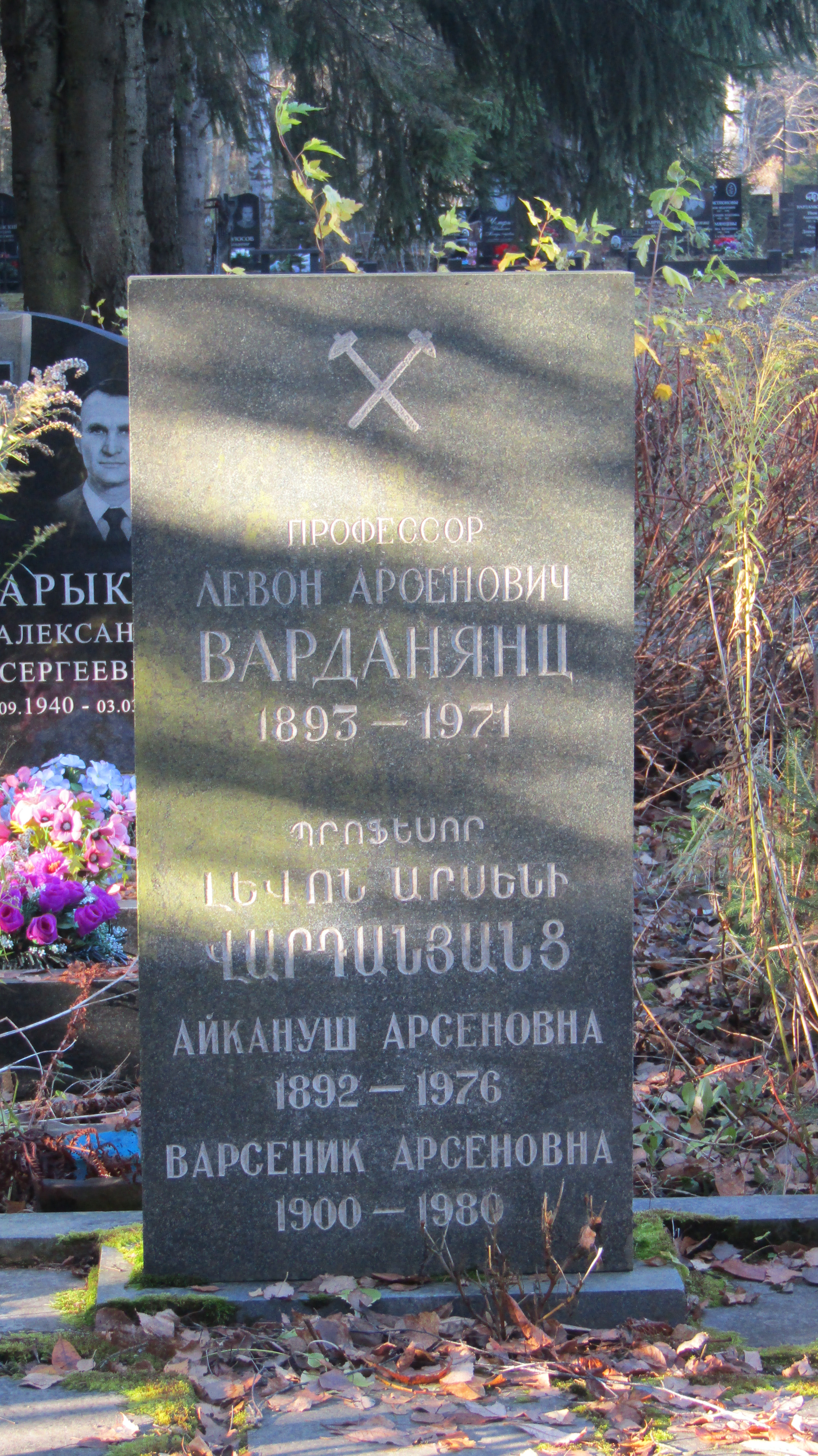

## یادداشت
1. ↑  Երկրաբանա-հանքաբանական գիտությունների դոկտոր
2. ↑  Համամիութենական Երկրաբանական հետազոտությունների ինստիտուտ